# Maj 2008
| Maj 2008 |
| Månader under 2008: Januari · Februari · Mars · April · Maj · Juni · Juli · Augusti · September · Oktober · November · December ← December 2007 · Januari 2009 → |

## Händelser
- 3 maj - Tropiska cyklonen Nargis orsakar stora skador i Myanmar och dödat omkring 134 000 personer.
- 5 maj - Ronnie O'Sullivan blir världsmästare i snooker.
- 8 maj - Silvio Berlusconi blir för tredje gången Italiens konseljpresident.
- 12 maj - Vid jordbävningen i Sichuan 2008 dödas över 65 000 personer.
- 21 maj - Manchester United FC vinner UEFA Champions League.
- 24 maj - Ryska Dima Bilan vinner Eurovision Song Contest i Belgrad, Serbien med bidraget Believe.[1]
- 26 maj - Rymdsonden Phoenix landar på Mars.
- 29 maj - Nepal inför republik och Gyanendra Bir Bikram Shah Dev blir landets siste kung.
- 30 maj - Flera stater undertecknar i Dublin en konvention för ett förbud av klusterbomber.
- 31 maj - Rymdfärjan Discovery startar till mission STS-124.
- 31 maj - Usain Bolt sätter nytt världsrekord på 100 meter med tiden 9,72.

### Fotnoter
1. ↑  Frida Sjödin (24 maj 2008). ”Ryssland vann ESC”. Aftonbladet. http://www.aftonbladet.se/nojesbladet/melodifestivalen/article11420189.ab. Läst 11 september 2016.